# Uganda a 2011-es úszó-világbajnokságon
Uganda a 2011-es úszó-világbajnokságon három úszóval vett részt.
Férfi
| Versenyző         | Esemény                        | Selejtező | Selejtező | Elődöntő          | Elődöntő          | Döntő             | Döntő             |
| Versenyző         | Esemény                        | Idő       | Helyezés  | Idő               | Helyezés          | Idő               | Helyezés          |
| ----------------- | ------------------------------ | --------- | --------- | ----------------- | ----------------- | ----------------- | ----------------- |
| Ganzi Semu Mugula | Férfi 50 méteres gyorsúszás    | 27.58     | 84        | Nem jutott tovább | Nem jutott tovább | Nem jutott tovább | Nem jutott tovább |
| Ganzi Semu Mugula | Férfi 50 méteres mellúszás     | 34.38     | 44        | Nem jutott tovább | Nem jutott tovább | Nem jutott tovább | Nem jutott tovább |
| Conrad Gaira      | Férfi 50 méteres gyorsúszás    | 28.65     | 98        | Nem jutott tovább | Nem jutott tovább | Nem jutott tovább | Nem jutott tovább |
| Conrad Gaira      | Férfi 50 méteres pillangóúszás | 29.36     | 46        | Nem jutott tovább | Nem jutott tovább | Nem jutott tovább | Nem jutott tovább |

Női
| Versenyző      | Esemény                    | Selejtező | Selejtező | Elődöntő          | Elődöntő          | Döntő             | Döntő             |
| Versenyző      | Esemény                    | Idő       | Helyezés  | Idő               | Helyezés          | Idő               | Helyezés          |
| -------------- | -------------------------- | --------- | --------- | ----------------- | ----------------- | ----------------- | ----------------- |
| Jamila Lunkuse | Női 50 méteres gyorsúszás  | 28.34     | 51        | Nem jutott tovább | Nem jutott tovább | Nem jutott tovább | Nem jutott tovább |
| Jamila Lunkuse | Férfi 50 méteres mellúszás | 36.65     | 26        | Nem jutott tovább | Nem jutott tovább | Nem jutott tovább | Nem jutott tovább |

## Külső hivatkozások
- Úszás adatok